# Paramonovo
Paramonovo (Russo: Парамо́ново) è un villaggio dell'Oblast' di Mosca, Russia, situato 80 km a ovest da Mosca e 13 km a sud-ovest da Dmitrov, capoluogo della Dmitrovskij rajon, suddivisione amministrativa cui Paramonovo appartiene.
È principalmente conosciuta per la pratica degli sport invernali, per esempio lo sci e lo snowboard. Nel suo territorio ha inoltre sede l'omonima pista di bob, skeleton e slittino, costruita nel 2007, sede di tappa della Coppa del Mondo negli anni 2010 e del campionato europeo 2012.